# Воронцова, Екатерина Алексеевна
Графиня Екатери́на Алексе́евна Воронцо́ва (урождённая Сеня́вина; 1761 — 25 августа 1784) — фрейлина, дочь адмирала А. Н. Сенявина; жена посла в Лондоне, графа С. Р. Воронцова; мать генерал-фельдмаршала графа М. С. Воронцова; сестра статс-дамы М. А. Нарышкиной.

## Биография
Екатерина родилась в семье знаменитого адмирала Алексея Наумовича Сенявина и его жены Анны-Елизаветы фон Брауде. Точная дата её рождения неизвестна. По сведениям великого князя Николая Михайловича, она была второй из четырёх дочерей Сенявиных, следовательно, год её рождения относится приблизительно к 1761 году.
Совсем юной Екатерина была пожалована во фрейлины и вскоре стала одной из любимиц императрицы Екатерины II. Разница в возрасте между Екатериной и её сёстрами была небольшая, они были почти ровесницами, поэтому одновременно появились при дворе и стали его украшением; за красоту и грациозность граф П. В. Завадовский называл сестёр Сенявиных нимфами.
У Екатерины было много поклонников, но из них больше всего она уделяла внимание 35-летнему графу Семёну Романовичу Воронцову. В записках князя Долгорукова Воронцов характеризуется как человек талантливый, но с характером плутоватым, который угодничал сначала перед Орловыми во время их возвышения, потом перед Потёмкиным для получения дипломатического поста. Как раз в это время фрейлина Екатерина Сенявина вступила в связь с Потёмкиным, и императрица решила выдать её замуж, чтобы удалить от двора; граф Воронцов явился кстати.

## Замужество
В мае 1780 года состоялась помолвка Екатерины Сенявиной с графом Воронцовым, которая была встречена с радостью отцом жениха и всей воронцовской роднёй. Крайне довольный тем, что его сын решил жениться, граф Роман Илларионович писал к своему старшему сыну Александру: 
Сейчас получил я приятнейшее письмо Ваше о намерении графа Семёна Романовича соединить судьбу свою со столь достойною партиею, каковою я нахожу Катерину Алексеевну. Я весьма рад его выбору, что он предпочёл взаимную склонность всему другому. И тем охотнее буду я стараться оказывать им всякую помощь, а теперь уступаю им мой дом, приморские дачи и Муринскую фабрику со всеми их доходами…
И как на первый случай для Екатерины Алексеевны надобно купить хороший цуг, то прошу его купить, а я по приезде моём во Владимир, переведу Вам деньги через вексель…

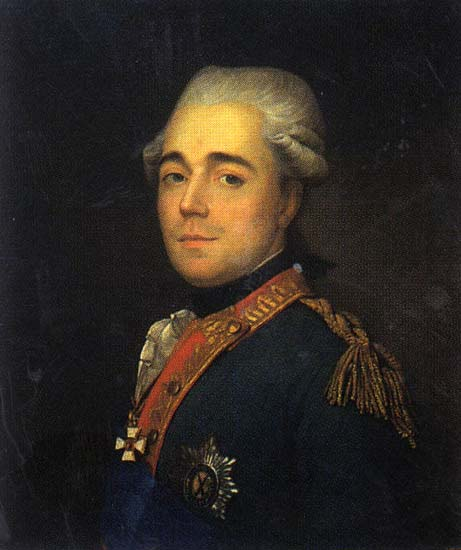
Граф Семён Воронцов, 1774 год

После свадьбы, состоявшейся 18 августа 1781 года в Мурино, молодые зажили счастливо. Проведя медовый месяц в имении, Воронцовы вернулись в Петербург, где в мае 1782 года у них родился сын Михаил, крестник императрицы; а в следующем году дочь Екатерина. Графиня Екатерина Алексеевна сама кормила детей, что ставилось её родными в пример другим, зато, поглощённая уходом за детьми, она пренебрегала собственным здоровьем. Граф Семён Романович писал отцу: 
Жена моя, по своей горячности к сыну, все ночи не спит, я опасаюсь, чтоб и она не занемогла, как во время оспы Мишинкиной… Разлуку с сыном она никак не выдержит, ибо с той поры, что его имеет, на час с ним разлучится не может, никуда для того не ездит, а когда бывает у родных, то его с кормилицей и нянькой с собой таскает; держит его подле себя, и как его горница от нашей через один только покой, то ночью встаёт неоднократно, чтоб его видеть. Одним словом, сей ребёнок делает всё её счастье и всю утеху…
Назначенный в конце 1783 года на вновь учреждённое место посланником в Венецию, граф Семён Романович уехал с женою и детьми в Италию. Обстановка, в которой пришлось им жить по приезде в Венецию, где они поселились в доме, имевшим «только одни стены, без двойных рам в окнах и труб в комнатах», при сильных холодах зимой 1783—1784 года («так что каналы замерзали») и полное отсутствие комфорта не могли не отозваться пагубно на слабом здоровье графини: здесь она почувствовала первые приступы рокового недуга —
чахотки.

Жизнь в Венеции была дорогая, денег не хватало, неблагоприятный климат, болезнь жены. Всё это заставляло Воронцова писать письма в Петербург с просьбой отозвать его из Италии. Поэтому Воронцовы с радостью узнали о предстоящем переводе графа Семёна Романовича посланником в Англию и начали готовиться к переезду в Лондон. Но болезнь Екатерины Алексеевны делала быстрые шаги, и в июне 1784 года её положение было очень серьёзным. Почувствовав, однако, облегчение и думая, что опасность миновала, она говорила мужу со слезами на глазах:
По правде говоря, мой дорогой Сенюша, Бог был бы слишком жесток, если бы нас разлучил.

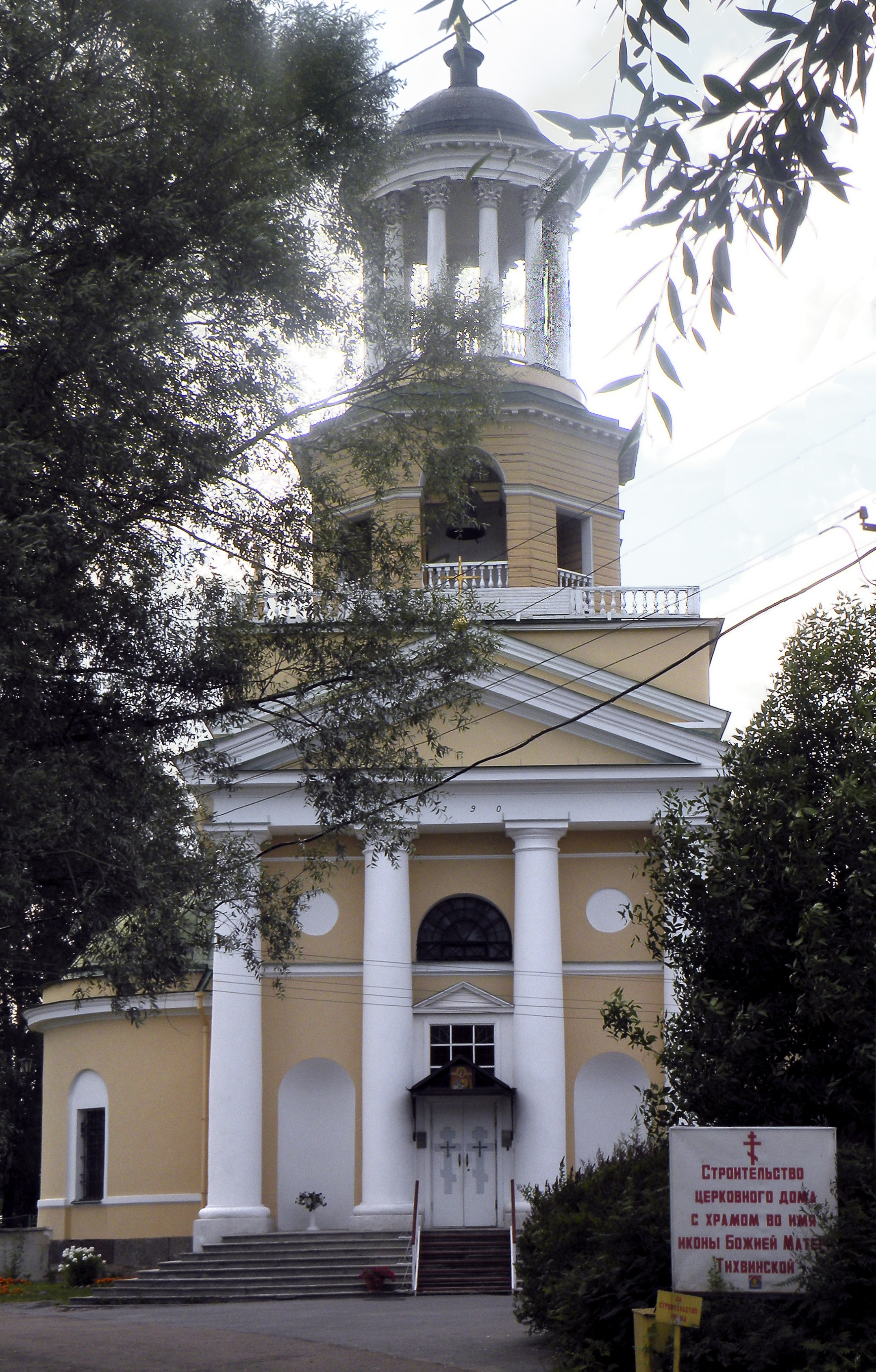
Церковь Святой Екатерины в Мурино

Вместо того, чтобы ехать в Лондон, Воронцовы поселились в Пизе, в надежде, что более мягкий, чем в Венеции, климат принесёт пользу Екатерине Алексеевне, но все меры оказались тщетными. 25 августа 1784 года графиня Воронцова скончалась. Глубокого драматизма полны письма её мужа, где он описывал своё горе. После похорон Воронцов писал своему брату Александру 5 сентября 1784 года из Падуи:
Вы уже знаете о моём горе, но вы не можете даже представить, до какой степени я несчастен. Я был так счастлив, что завидовал сам себе. Сегодня моё существование ужасно. Три года безоблачного счастья прошли как один миг, и теперь моя будущая жизнь будет вечным страданием. Меня постигла судьба графа Г. Г. Орлова. Замечательная женщина, лучший друг, бесподобный характер, всё это я потерял с моим ангелом Катериной Алексеевной! Сегодня одиннадцатый день моего ада. Уверен, что Бог позаботится о бедном Алексее Наумовиче и о его красавицах дочерях. Я умоляю Вас любовью, которая есть у Вас ко мне, чтобы Вы помогли этим бедным сиротам… Я уеду отсюда, как только у меня будут силы, и вернусь в Пизу, чтобы закончить свои дела. В настоящее время я не в состоянии ничего делать. Теперь все прошлые несчастья ничто по сравнению с тем, что произошло…
Тело графини Воронцовой было положено в свинцовый гроб и предано земле в Венеции, в Греческой церкви св. Георгия, у левого клироса. Заветной мечтой графа Воронцова было перевезти её прах в Россию и похоронить в Мурино, в церкви святой великомученицы Екатерины, построенной после кончины графини в 1786 году по проекту архитектора Н. А. Львова, и самому быть схороненным рядом с ней. Однако этой его воле не суждено было осуществиться: он умер и похоронен был в Англии. Но на месте последнего упокоения графини Екатерины Алексеевны, в Венеции, Воронцов положил капитал на вечное проведение ежегодной панихиды в день её смерти.

## Дети
В браке у Воронцовых родились сын и дочь.
- Михаил (1782—1856) — генерал-фельдмаршал, генерал-адъютант; новороссийский и бессарабский генерал-губернатор. Был женат с 1819 года на Елизавете Ксаверьевне Браницкой (1791—1881).
- Екатерина (1783—1856) — с 1808 года супруга лорда Джорджа Герберта, 11-го графа Пембрука (1759—1827). Была хозяйкой Уилтон-хауса.

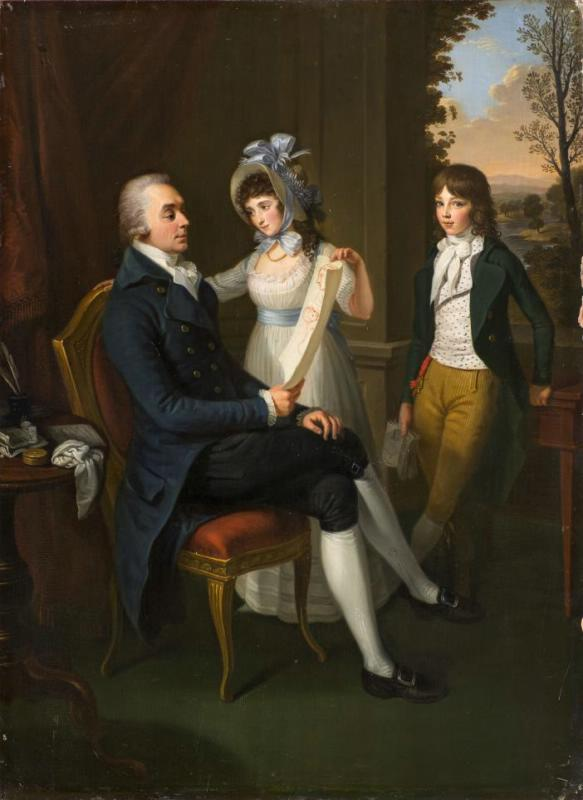
Воронцов с детьми
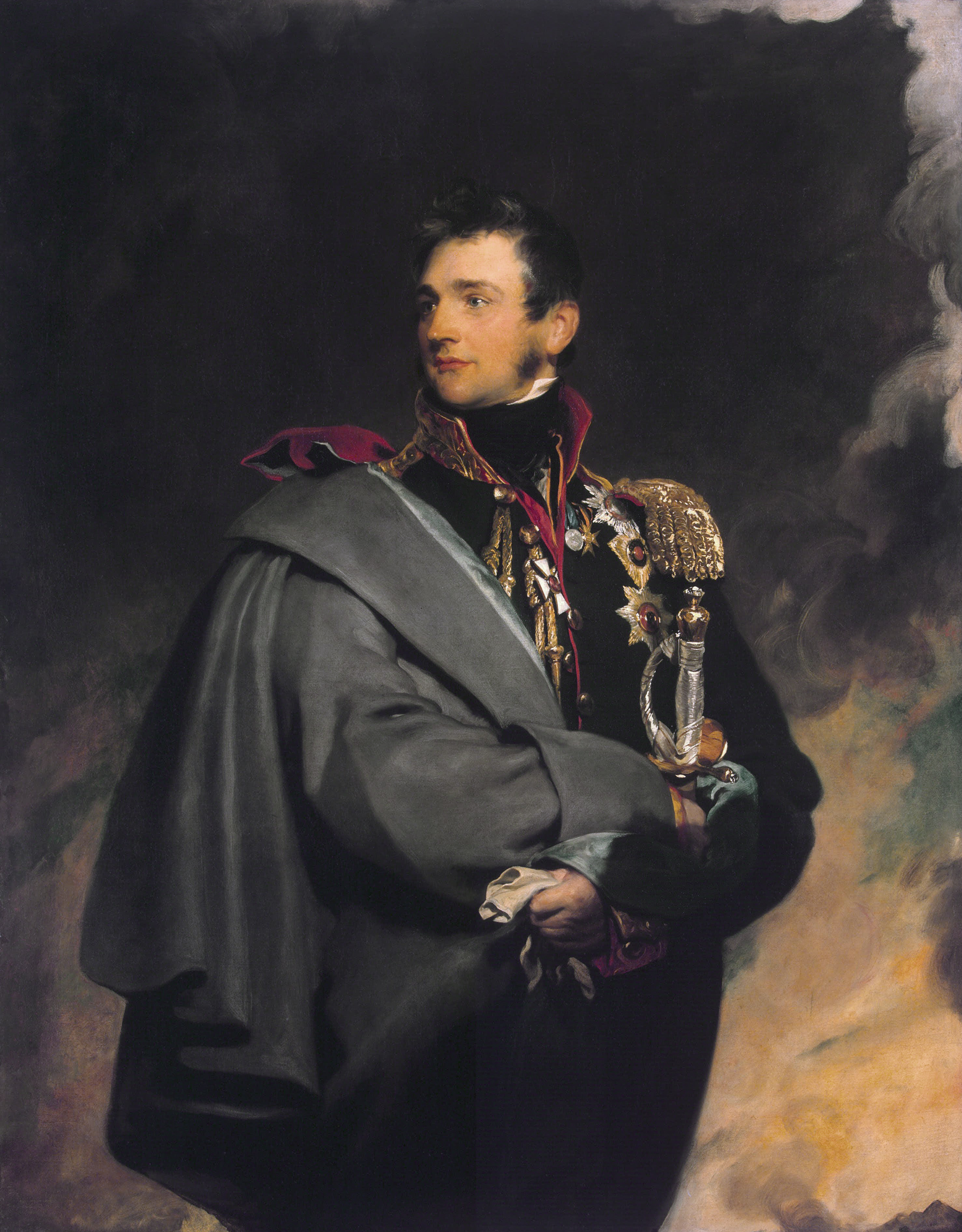
Михаил
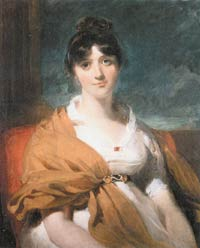
Екатерина